# Fort Smith Classic
De Fort Smith Classic was een golftoernooi dat deel uitmaakte van de Web.com Tour. Het werd altijd gespeeld op de Hardscrabble Country Club in Fort Smith, Arkansas.
De eerste editie van dit toernooi was in 1998 en werd gewonnen door de Australiër Mark Hensby met een score van -20. Dat record werd geëvenaard door Chris Couch in 2005, mede dankzij een laatste ronde van 60.

Het laatste jaar was het totale prijzengeld $ 525.000, waarvan $ 94.500 naar de winnaar ging, maar daarna werd aangekondigd dat het toernooi niet meer werd voortgezet wegens gebrek aan sponsors. Voor Chris Kirk was dit zijn eerste overwinning op deze tour, tegelijk won hij de Order of Merit en promoveerde hij naar de PGA Tour van 2011.

## Winnaars
NIKE Fort Smith Classic
- 1998:  Mark Hensby
- 1999:  Gary Webb

BUY.COM Fort Smith Classic
- 2000:  Tim Clark
- 2001:  Jay Delsing PO

Fort Smith Classic
- 2002:  Todd Fischer

Rheem Classic
- 2003:  Zach Johnson
- 2004:  Franklin Langham

Rheem Classic presented by Times Record
- 2005:  Chris Couch
- 2006:  Darron Stiles PO

Fort Smith Classic presented by Stephens Inc.
- 2007:  Jay Williamson
- 2008:  Colt Knost
- 2009:  Jason Enloe

Fort Smith Classic
- 2010:  Chris Kirk (-16)